# UFC 187
UFC 187: Johnson vs. Cormier var en MMA-gala som arrangerades av Ultimate Fighting Championship och ägde rum 23 maj 2015 i Las Vegas i USA. 

## Resultat
1. ↑  Match om vakant titel i lätt tungvikt.
2. ↑  Titelmatch i mellanvikt.